# Les Chroniques de Mars (film, 2009)
Pour plus de détails, voir Fiche technique et Distribution.
Les Chroniques de Mars (titre original : Princess of Mars, en français « Princesse de Mars »), renommé et réédité en 2012 sous le titre John Carter of Mars, est un film de science-fiction américain réalisé par le studio indépendant américain The Asylum, sorti en 2009, adapté du roman Une princesse de Mars d’Edgar Rice Burroughs publié en 1917. L’art promotionnel du film mentionne comment l’histoire originale a inspiré certains éléments du film Avatar de James Cameron en sorti 2009, mais ni le générique ni le matériel promotionnel ne mentionnent Edgar Rice Burroughs. Il ne doit pas être confondu avec le film à plus gros budget de 2012 John Carter, qui est une adaptation du roman. Au Royaume-Uni, le film est sorti sous le titre The Martian Colony Wars. 

## Synopsis
John Carter (Antonio Sabàto, Jr.) est un tireur d'élite de l’armée américaine moderne servant en Afghanistan, blessé dans l’exercice de ses fonctions et utilisé dans une expérience de téléportation dans laquelle il est transféré à Barsoom, une planète en dehors du système solaire de la Terre, où il montre la capacité de sauter des distances étonnantes. D’abord réduit en esclavage par les Tharks, il gagne un rang parmi eux et sauve plus tard de la mort la princesse d’un groupe rival, la Dejah Thoris (Traci Lords), d’apparence humaine.
Le groupe de Tharks, dirigé par Tars Tarkas, emmène Carter chez leur chef Tal Hajus, gardé par Sola, la fille de Tars Tarkas. Apprenant que Tarkas a donné à Carter un grade militaire que seul Hajus peut donner, Sarka force Tarkas et Carter à se battre en duel. Après avoir gagné, Carter affronte Sarka, un mercenaire afghan qui l’a trahi. Lorsque Sarka s’échappe, Carter aide Tarkas à tuer Hajus et à devenir le nouveau chef des Tharks.
Le capitaine Carter apprend alors que Dejah Thoris s’est enfui vers la station d'épuration de l’air planétaire qui maintient Barsoom habitable, que Sarka endommage, provoquant la détérioration de l’atmosphère. John Carter et Sarka s’affrontent en duel, mais Sarka est tué par un insecte pendant le combat. Après que Carter et Dejah Thoris aient réactivé la station, Carter est renvoyé sur Terre, où il refuse de raconter ses aventures à ses supérieurs de peur qu’ils ne colonisent Barsoom, et retourne à des tâches militaires tout en espérant un jour retourner sur la planète.

## Distribution
- Antonio Sabàto, Jr. : John Carter
- Traci Lords : Dejah Thoris
- Matt Lasky : Tars Tarkas
- Chacko Vadaketh (en) : Sarka / Sab Than
- Mitchell Gordon : Tal Hajus
- Noelle Perris : Sola

## Production

### Tournage
Ce film fait un usage intensif des rochers Vasquez pour son paysage extraterrestre, apparaissant tout au long du film comme différents endroits.

## Accueil

### Réception critique
La réception du film a été largement négative, mais il trouve toujours une clientèle parmi les fans de déchets et de films de série B.
Rotten Tomatoes déclare que seulement 10% des téléspectateurs ont donné au film une note positive.
Le service cinématographique dit que Princess of Mars est une « aventure de science-fiction bon marché et clairement stupide [...] qui est vaguement basé sur des motifs d’Avatar ».
Les éditeurs de Cinema ont décrit le film comme un « film de série C sans concept ».